# WhatsApp
WhatsApp je mobilna aplikacija za besplatnu razmjenu poruka, fotografija, videozapisa i drugih datoteka, te uspostavljanje glasovnih i videopoziva putem mobilnog interneta pametnim telefonima. Tvrtku WhatsApp Inc. su 2009. osnovali bivši zaposlenici Yahoo!-a Jan Koum i Brian Acton u kalifornijskom gradu Santa Clara.
WhatsApp je dostupan kao mobilna aplikacija, ali i kao aplikacija za stolna računala za što zahtijeva stalnu internetsku vezu s povezanim mobilnim uređajem. Za registraciju je potreban mobilni broj.
Dana 19. veljače 2014. Facebook kupuje mobilnu aplikaciju WhatsApp za 19 milijardi američkih dolara.

## Vanjske poveznice
- Službena stranica  Arhivirana inačica izvorne stranice od 18. srpnja 2011. (Wayback Machine)